# リトルフット 龍の岩の伝説
『リトルフット 龍の岩の伝説』（リトルフット りゅうのいわのでんせつ、原題：The Land Before Time VI: The Secret of Saurus Rock）は、1998年にアメリカで製作されたアニメ映画。監督はチャールズ・グローブナー。リトルフットシリーズ第6作。オリジナルビデオとしてリリース。
日本では、1999年3月20日にリリース。元々はビデオに、名前、『リトルフット6』の下でリリースされた。しかしこのビデオには、字幕版が収録されておらず、日本語吹き替え版と二か国語版が収録されていたのみとなる。

## キャスト
| 役名                     | キャスト                   | 日本語吹替     |
| ------------------------ | -------------------------- | -------------- |
| リトルフット             | トーマス・デッカー         | 高山みなみ     |
| セラ                     | アンディ・マカフィー       | 松本梨香       |
| ダッキー                 | アリア・カーゾン           | こおろぎさとみ |
| ピートリー               | ジェフ・ベネット           | 三ツ矢雄二     |
| スパイク                 | ジェフ・ベネット           | 原語版流用     |
| ドグ                     | クリス・クリストファーソン | 大塚明夫       |
| リトルフットのおじいさん | ケネス・マーズ             | 内田稔         |
| リトルフットのおばあさん | ミリアム・フリン           | 翠準子         |
| ダナ                     | ナンシー・カートライト     | 深水由美       |
| エルシー                 | サンディ・フォックス       | 佐々木優子     |
| ナレーター               | ジョン・イングル           | 渡部猛         |
| セラのパパ               | ジョン・イングル           | 宝亀克寿       |
| アロサウルス             | ダニー・マン               | 原語版流用     |